# Нгуен Фыонг Нга
Нгуен Фыонг Нга (вьет. Nguyễn Phương Nga, тьы-ном 阮芳雅) — вьетнамская дипломатка, постоянный представитель Вьетнама при ООН.
Нгуен Фыонг Нга родилась 27 августа 1963 года в деревне Фыонгву (Phượng Vũ), расположенной в уезде Фусюен (Phú Xuyên), Ханой. Когда родители давали ей имя, они взяли имя матери (Фыонг) и добавили к нему слово «Нга» — вьетнамское название России, страны, в которой они встретились.
Фыонг Нга окончила МГИМО по специальности «международная журналистика» в 1987 году, а также прошла управленческие курсы во вьетнамской Академии государственного управления.
Дипломатическая карьера Нгуен Фыонг Нга началась в 1988 году с должности референта в департаменте прессы и информации министерства иностранных дел. В 1995—1998 годах она работала атташе во вьетнамском посольстве в Таиланде, затем вернулась на старую должность. В 2001 году была назначена помощником начальника отдела прессы, а спустя год — начальником этого отдела.
В 2004—2007 годах Нгуен Фыонг Нга занимала должности советника и главного советника в посольстве страны в Бельгии и Люксембурге, а также в Европейском союзе. В 2004 году она стала организатором интервью Во Нгуен Зяпа по случаю 50-летия решающего сражения Первой Индокитайской войны — битвы при Дьенбьенфу. Затем Нгуен Фыонг Нга перешла на должность заместителя директора департамента прессы, а в 2009—2011 годах — директора департамента и пресс-секретаря министра.
С 2011 по 2014 год была заместительницей министра иностранных дел Вьетнама, став первой женщиной на этом посту.
Нгуен Фыонг Нга поддерживает связи с Россией и МГИМО, она посещала торжественные встречи по случаю Дня дипломатического работника в Российском центре науки и культуры в Ханое и празднование Дня России. Нгуен Фыонг Нга является президентом ассоциации выпускников МГИМО во Вьетнаме, посещает встречи выпускников и выступала на I Всемирном форуме выпускников МГИМО в Баку, а также планировала посетить празднование 67-летия университета.
Имеет старшую сестру, которая родилась в России. Замужем за Фунг Тат Тхангом (Phùng Tất Thắng), с которым познакомилась во время обучения в МГИМО. Имеет двоих дочерей. Помимо вьетнамского языка владеет английским, русским и французским.